# Пиппин, Хорас
Хо́рас Пи́ппин (англ. Horace Pippin; 22 февраля 1888, Уэст-Честер, штат Пенсильвания, США — 6 июля 1946, там же) — афроамериканский художник, самоучка, писавший картины в стиле наивного искусства. Темами его работ были сцены, вдохновленные его службой в армии во время Первой мировой войны, историей рабства и расовой сегрегации в США. Он писал картины на библейские сюжеты, ландшафты, портреты. В городе Уэст-Честер на доме, в котором художник жил и работал последние годы, была установлена мемориальная доска.

## Ранние годы
Родился в городе Уэст-Честер 22 февраля 1888 года. Вырос в деревне Гошен в штате Нью-Йорк. Посещал разные школы и не получил систематического образования. В возрасте пятнадцати лет был вынужден пойти работать, чтобы содержать больную мать. Ребёнком участвовал в конкурсе рекламной художественной компании и выиграл свой первый набор мелков и коробку с акварельными красками. В детстве рисовал скаковых лошадей и жокеев с местного ипподрома. До 1917 года работал швейцаром, упаковщиком мебели и железным формовщиком. Пипин был членом Африканской союзной методистской протестантской церкви Святого Иоанна.

## Участие в войне
Пиппин служил в роте «К» 3-го батальона 369-го пехотного полка армии США, который был также известен под названием «Гарлемские адские истребители». Во время Первой мировой войны он воевал на территории Третьей республики. В одном из сражений был ранен в правое плечо. Вследствие ранения частично утратил способность владеть правой рукой. О полученном на войне опыте, позднее Пиппин писал: «Мне было всё равно, зачем или куда я иду. Я молил Бога помочь мне, и Он сделал это. Так я прошёл через это ужасное и адское испытание. Потому что всё поле битвы было адом, на котором ни для кого не было места». После войны художник проиллюстрировал некоторые свои воспоминания о пребывании на фронте.

## Творческий путь
Пиппин увлёкся искусством в 1920-х годах во время послевоенной реабилитации. Он начал рисовать маслом в 1930 году. Его первой известной работой стала картина «Конец войны. По домам». Позднее художник рассказал о том, как создавал свои полотна: «Картины, которые я пишу, сначала появляются у меня в голове, и если меня они трогают, то я переношу их на холст». Пиппин писал картины в разных жанрах: от пейзажей и натюрмортов до библейских сюжетов и политических высказываний. Некоторые его работы опираются на личный военный и семейный опыт.

Художественный критик из округа Честер (Портрет Кристиана Бринтона). 1940 год.

В 1937 году он начал неофициально выставлять свои полотна, при поддержке основателей местной художественной ассоциации — критика Кристиана Бринтона и художника Ньюэлла Конверса Уайета. Вскоре творчество Пиппина привлекло внимание кураторов Дороти Миллер и Хольгер Кэхилл, а в 1940 году дилеров Роберта Карлена и коллекционера Альберта Кумса Барнса. Весной 1940 года Пиппин посещал занятия по оценке искусства в фонде Барнса.
За годы между дебютом на передвижной выставке «Мастера народной живописи» Музея современного искусства в Нью-Йорке в 1938 году и смертью художника в 1946 году, творчество Пиппина получило высокую оценку не только в стране, но и за рубежом. В этот период им были проведены персональные выставки в коммерческих галереях Филадельфии (1940, 1941) и Нью-Йорка (1940, 1944), а также в Чикагском художественном клубе (1941) и Музее современного искусства Сан-Франциско (1942). Картины художника покупались коллекционерами и музеями, такими как фонд Барнса, Художественный музей Филадельфии и Музей американского искусства Уитни. Пиппин участвовал на национальных выставках в Художественном институте Чикаго, Музее Карнеги в Питтсбурге, Галерее искусств Коркоран, Дейтонском художественном институте, Национальной галерее искусств в Вашингтоне, Музее Ньюарка, Академии изящных искусств Пенсильвании и Галереи Тейт в Лондоне.
В каталоге его мемориальной выставки в 1947 году критик Ален Локк описал Пиппина как «настоящего и редкого гения, сочетающего в себе народное качество с художественной зрелостью, столь уникальной, что почти не поддающейся классификации».